# Ziridava florensis
Ziridava florensis är en fjärilsart som beskrevs av Louis Beethoven Prout 1958. Ziridava florensis ingår i släktet Ziridava och familjen mätare. Inga underarter finns listade i Catalogue of Life.